# Xanthisthisa fulva
Xanthisthisa fulva là một loài bướm đêm trong họ Geometridae.